# Zineb Triki
Zineb Triki (in arabo ﺯﻳﻨﺐ ﺗﺮﻳﻜﻲ‎?, Zīnab Trīkī; 1980) è un'attrice marocchina naturalizzata francese.

## Biografia
Zineb Triki lasciò il Marocco all'età di quindici anni e compì i suoi studi in Francia e in Canada, ove ottenne un baccalaureato universitario in scienze politiche. Seguì alcuni stage di giornalismo e di relazioni internazionali. a New York. In seguito ottenne un master in produzione audiovisiva e perseguì una formazione artistica a Parigi, a partire dal 2009.
Parla correntemente il francese, l'inglese e l'arabo.
Dal 2015 al 2020 recitò nel ruolo di Nadia El Mansour nelle cinque stagioni della serie televisiva Le Bureau - Sotto copertura.
Nel 2020 interpretò il ruolo di Haziq Qadir nell'ottava stagione della serie televisiva Homeland - Caccia alla spia.

## Filmografia
- 14h05, regia di Nasha Gagnebin - cortometraggio (2007)
- The Misaventures of Franck and Martha, regia di Felix Pineiro - cortometraggio (2009)
- Deux fenêtres, regia di Nicolas Ducray e Diako Yazdani - cortometraggio (2013)
- Glacé - serie TV, 5 episodi (2016)
- Al Massira: la Marche Verte, regia di Youssef Britel (2016)
- Le Bureau - Sotto copertura (Le Bureau des légendes) - serie TV, 34 episodi (2015 - 2020)
- De toutes mes forces, regia di Chad Chenouga (2017)
- Il professore cambia scuola (Les Grands Esprits), regia di Olivier Ayache-Vidal (2017)
- Riviera, regia di Neil Jordan - serie TV, 2x10 (2018)
- Il meglio deve ancora venire (Le meilleur reste à venir), regia di Matthieu Delaporte e Alexandre de La Patellière (2019)
- Una classe per i ribelli (La Lutte des classes), regia di Michel Leclerc (2019)
- The Attaché - serie TV, 10 episodi (2019-2020)
- Homeland - Caccia alla spia (Homeland), regia di Lesli Linka Glatter - serie TV,  8x07 (2020)
- Intraitable, regia di Marion Laine - film TV (2021)
- Arthur Rambo, regia di Laurent Cantet (2021)
- Les Vertueuses, regia di Stéphanie Halfon - cortometraggio (2022)
- Eagles of the Republic, regia di Tarik Saleh (2025)